# Varun Bhati
Varun Singh Bhati (13 de febrero de 1995) es un deportista indio que compite en atletismo adaptado. Ganó una medalla de bronce en los Juegos Paralímpicos de Río de Janeiro 2016 en la prueba de salto de altura (clase T42).

## Palmarés internacional
| Juegos Paralímpicos | Juegos Paralímpicos     | Juegos Paralímpicos | Juegos Paralímpicos |
| Año                 | Lugar                   | Medalla             | Prueba              |
| ------------------- | ----------------------- | ------------------- | ------------------- |
| 2016                | Río de Janeiro (Brasil) | Medalla de bronce   | Salto de altura T42 |